# Victoria Sessi
Victoria Sessi (auch: Vittoria; * 1788 in Rom [Kutsch-Riemens: 1796 in Wien]; † ?) war eine italienische Opernsängerin in der Stimmlage Sopran.

## Leben
Victoria Sessi war eine von fünf Töchtern des Sängers Giovanni Sessi. Sie debütierte 1804 am Wiener Hoftheater als Vitellia in Mozarts Oper Titus. Sie sang zusammen mit Antonio Brizzi, der die Titelrolle des Titus übernahm, in 16 Aufführungen. Am 15. November des gleichen Jahres sang sie in einem der Redoutensäle der Wiener Hofburg eine der Hauptrollen bei der Uraufführung des Oratoriums Athalia von Georg Joseph Vogler. In der Opernsaison 1810/11 trat sie an der Wiener Hofoper auf. 1821 gab sie ein Konzert zusammen mit ihrer Nichte Eugenie. Nach ihrer Heirat mit einem Herrn Alexander entsagte sie der Bühne. Die gemeinsame Tochter (Vorname unbekannt, * um 1830) wurde Hofopernsängerin in Berlin. Vittoria Sessis Enkelin Mathilde Sessi (* 1846 in Wien), die Tochter ihres Sohnes Achilles Alexander (Sessi), war auch Opernsängerin in der Stimmlage Sopran.